# Antonio Ferraz
Pour les articles homonymes, voir Ferraz.
Ferraz  Núñez est un nom espagnol. Le premier nom de famille, en général paternel, est Ferraz ; le second, en général maternel, souvent omis, est Núñez.
Antonio Ferraz Núñez, né le 28 juin 1929 à Güeñes et mort le 1er juin 2024 à Santurtzi, est un coureur cycliste espagnol. Son palmarès comprend notamment deux titres de champion d'Espagne et une étape du Tour d'Espagne.

## Palmarès
- 1949
  - 3e du Tour de Bilbao[2]
- 1950[2]
  - 2e du Circuito del Rompeolas
  - 2e du Tour de Palencia
- 1954
  - Prueba Loinaz
  - 2e de la Pentecostes Proba
  - 3e de la Lazkaoko Proba
- 1955
  - 3e (contre-la-montre) et 4e étapes du GP Ayutamiento de Bilbao
  - GP Goierri[2]
  - 1re étape du GP Ondarroa[2]
  - 6eb étape du Tour d'Andalousie
  - 2e du GP Ayutamiento de Bilbao
  - 2e du GP Ondarroa[2]
- 1956
  -  Champion d'Espagne sur route
  -  Champion d'Espagne des régions
  - Campeonato Vasco-Navarro de Montaña
  - 2e étape du Tour des Asturies
  - Circuit de Getxo
  - 3e de la Vuelta al Baztan[2]
- 1957
  -  Champion d'Espagne sur route
  - 14e étape du Tour d'Espagne
  - Trofeo Jaumendreu
  - 2e du Circuito Montañés
- 1958
  - GP Llodio
  - 2e du championnat de Barcelone[2]
  - 3e du Circuito Montañés
- 1959
  - GP Llodio

## Résultats sur les grands tours

### Tour de France
1 participation
- 1957 : abandon (21e étape)

### Tour d'Espagne
6 participations
- 1955 : hors délais (5e étape)
- 1956 : 32e
- 1957 : 20e, vainqueur de la 14e étape
- 1958 : 15e
- 1959 : 41e
- 1960 : abandon